# Pietro Maria Bardi

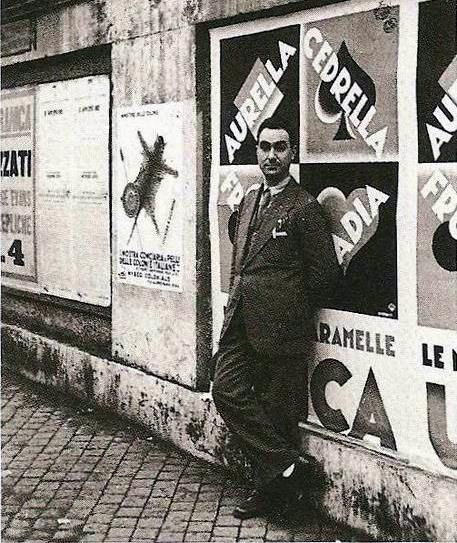
Pietro Maria Bardi in 1925

Pietro Maria Bardi (La Spezia, 21 februari 1900 - São Paulo, 10 oktober 1999) was medeoprichter en conservator van het Museu de Arte de São Paulo. Hij werd geboren in Italië, maar later naturaliseerde hij zich tot Braziliaan. 
Er ontstond veel beroering in de Braziliaanse artistieke gemeenschap, nadat Bardi met nieuwe ideeën kwam om musea te populariseren. Zijn doel was om zowel moderne als klassieke kunst toegankelijk te maken voor een breed publiek. 
Bardi was gehuwd met de architecte Lina Bo Bardi, die het gebouw van het Museu de Arte heeft ontworpen.